# IC 4817
IC 4817 ist eine Balken-Spiralgalaxie vom Hubble-Typ SBb im Sternbild Teleskop am Südsternhimmel. Sie ist schätzungsweise 133 Millionen Lichtjahre von der Milchstraße entfernt und hat einen Durchmesser von etwa 60.000 Lichtjahren.

Das Objekt wurde am 16. September 1901 von DeLisle Stewart.